# Bartolomeo Beretta
Bartolomeo Beretta (Gardone Val Trompia, Italia; 1490-1565/68) fue un artesano italiano, apodado «maestro de los cañones», fundador en 1526 de la actual empresa Fabbrica d'Armi Pietro Beretta.